# Еразгаворс (село)
Вижте пояснителната страница за други значения на Еразгаворс.
Еразгаворс (на арменски: Երազգավորս) е село и община в Армения, област Ширак. Според Националната статистическа служба на Армения през 2012 г. има 1639 жители.

## Демография
Броят на населението в годините 1886–2004 е както следва: